# December 19.
December 19. az év 353. (szökőévben 354.) napja a Gergely-naptár szerint. Az évből még 12 nap van hátra.
Névnapok: Viola + Violetta, Anasztáz, Bonifác, Bónis, Dárió, Dárius, Nemere, Orbán, Oros, Pelágiusz, Tea, Tétisz

## Események

### Politikai események
- 1154 – II. Henriket Anglia királyává koronázzák
- 1187 – III. Kelemen pápa trónra lép
- 1391 – Luxemburgi Zsigmond a Széchy-fiaknak adományozza a szentgotthárdi apátságot, a Széchyek alatt teljesen tönkremegy a terület
- 1666 – Szövetséget köt Bécsben gróf  Wesselényi Ferenc nádor, gróf  Nádasdy Ferenc országbíró és gróf Zrínyi Péter horvát bán I. Lipót politikája ellen
- 1707 Mosonszolnoknál Béri Balogh Ádám megveri Draskovich János hadát
- 1842 – Amerika elismeri Hawaii függetlenségét
- 1936 – A náci hatalom megfosztja állampolgárságától és a bonni egyetem által adományozott doktori címétől Thomas Mann Nobel-díjas írót
- 1945 – Ausztria másodszor válik köztársasággá
- 1946 – Ho Si Minh megtámadja a vietnámi francia gyarmati haderőt Hanoinál
- 1950 – Dwight D. Eisenhower lesz a NATO főparancsnoka
- 1950 – a Dalai láma a kínai invázió miatt elmenekül Tibetből
- 1984 – Nagy-Britannia és Kína egyezményben (Kínai–brit visszacsatolási megállapodás) rögzíti Hongkong átadását Kínának 1997. július 1-jei határidővel
- 2007 – Vlagyimir Vlagyimirovics Putyin orosz elnököt választja az év emberévé az amerikai Time magazin
- 2007 – Dél-Koreában I Mjongbak nyeri meg a választásokat
- 2016 – Terrortámadás Berlinben egy karácsonyi vásárban

### Tudományos és gazdasági események
- 1895 – Magyarországon engedélyezik, hogy az egyetemek bölcsészettudományi és orvosi karát női hallgatók is látogathassák
- 1972 – Az Apollo–17 űrhajó visszatér a Földre

### Kulturális események

#### Zenei események
- 1890 – Pjotr Iljics Csajkovszkij Pikk dámájának bemutatója Szentpéterváron

### Sportesemények
- 1895 – A világ nemzeti olimpiai bizottságai közül ötödikként, Berzeviczy Albert elnökletével megalakul a Magyar Olimpiai Bizottság
- 1909 - A Borussia Dortmund labdarúgócsapat alapítása

### Egyéb események
- 1968 - az algyői olajmezőn kitört a 168-as kút. Ez volt a magyar olajkitermelés legsúlyosabb katasztrófája.
- 2010 - Martonvásár településen mérték az év leghidegebb hőmérsékleti értékét. Aznap -23,7 fok volt.[1]

## Születések
- 1783 – Charles-Julien Brianchon francia matematikus, kémikus († 1864)
- 1802 – Vidats István az első magyar mezőgazdasági gépgyár alapítója († 1883)
- 1813 – Thomas Andrews ír kémikus, fizikus, († 1885)
- 1852 – Albert A. Michelson lengyel származású német-amerikai Nobel díjas fizikus  († 1931)
- 1860 – Szurmay Sándor magyar királyi honvédtiszt, gyalogsági tábornok és honvédelmi miniszter († 1945)
- 1875 – Mileva Marić szerb származású matematikus, fizikus, († 1948)
- 1880 – Győrffy István magyar botanikus, egyetemi tanár, az MTA tagja († 1959)
- 1886 – Edvi Illés Jenő magyar festőművész, grafikus († 1962)
- 1888 – Reiner Frigyes magyar származású amerikai karmester († 1963)
- 1900 – Cziffra Géza (Géza von Cziffra), magyar származású német filmrendező, író († 1989)
- 1900 – Féja Géza József Attila-díjas magyar író  († 1978)
- 1902 – Sir Ralph Richardson angol színész  († 1983)
- 1903 – Cyril Dean Darlington angol biológus  († 1981)
- 1906 – Leonyid Iljics Brezsnyev a Szovjetunió elnöke,  Szovjetunió Kommunista Pártjának első titkára († 1982)
- 1910 – Jean Genet francia író, költő, esszéista, radikális politikai aktivista  († 1986)
- 1915 – Édith Piaf francia sanzonénekesnő († 1963)
- 1919 – Balogh Katalin magyar színésznő († 2005)
- 1923 – Onofre Marimon (Onofre Agustín Marimón)  argentin autóversenyző († 1954)
- 1924 – Michel Tournier francia író († 2016)
- 1927 – Gyimesi Tivadar magyar színész († 1991)
- 1929 – Aszódi Pál jogász, politikus († 2009)
- 1934 – Rudi Carrell (Rudolf Wijbrand Kesselaar) holland show-mester, műsorvezető. († 2006)
- 1937 – Marék Veronika József Attila-díjas magyar író, grafikus
- 1941 – I Mjongbak koreai politikus, Dél-Korea elnöke
- 1944 – Alvin Lee angol gitáros (Ten Years After) († 2013)
- 1944 – William Christie amerikai karmester
- 1947 – Johannesz Zsuzsa a Magyar Rádió bemondója, műsorvezető († 2021)
- 1950 – Tímár Péter Balázs Béla-díjas magyar filmrendező
- 1952 – Bodnár Attila magyar popénekes, dalszerző, producer
- 1953 – Jolsvai András magyar író, újságíró
- 1956 – Jens Fink-Jensen dán író, költő, fotóművész, zeneszerző
- 1958 – Limahl angol zenész, a Kajagoogoo együttes énekese, frontembere.
- 1960 – Andics Tibor magyar színész
- 1961 – Graham King angol filmproducer,
- 1963 – Jennifer Beals amerikai színésznő
- 1964 – Beatrice Dalle francia színésznő
- 1966 – Alberto Tomba („La Bomba”) olasz világ- és olimpiai bajnok síelő
- 1967 – Criss Angel (er. Christopher N. Sarantakos) amerikai bűvész, illuzionista, szabadulóművész, zenész, énekes, előadó
- 1969 – Kristy Swanson amerikai színésznő
- 1972 – Alyssa Milano amerikai színésznő
- 1975 – Csányi Sándor Jászai Mari-díjas magyar színész, érdemes művész
- 1977 – Boros Tamara horvátországi magyar asztaliteniszező
- 1980 – Fabian Bourzat francia műkorcsolyázó
- 1980 – Jake Gyllenhaal amerikai színész
- 1980 – Gyarmati Ariel magyar autóversenyző
- 1983 – Antal D. Csaba magyar színész
- 1984 – Csen Ji-ping kínai tornász
- 1984 - Arany Dóra magyar zenész, basszusgitáros
- 1986 – Augusto Castro kolumbiai kerékpározó
- 1987 – Karim Benzema francia labdarúgó
- 1988 – Alexis Sánchez chilei labdarúgó
- 1991 – Bori Réka magyar színésznő
- 2001 – Ilyés Laura Vanda magyar úszó

## Halálozások
- 401 – I. Anasztáz pápa (* ismeretlen)
- 1111 – Muhammad ibn Muhammad al-Gazáli, arab nyelvű perzsiai muszlim teologus és filozófus (* 1057)
- 1370 – V. Orbán pápa (* 1310)
- 1442 – Luxemburgi Erzsébet magyar királyné, (* 1409)
- 1649 – Johann Alesius lelkész, egyházi író (* ismeretlen)
- 1748 – Francesco Antonio Bonporti olasz zeneszerző, apát (* 1672)
- 1809 – Bacsinszky András magyar görögkatolikus püspök (* 1732)
- 1845 – Beliczay Jónás magyar evangélikus prédikátor (* 1764)
- 1848 – Emily Brontë angol írónő (Üvöltő szelek)(* 1818)
- 1851 – William Turner angol festő  (* 1775)
- 1872 – Andrássy György cs. és kir. kamarás, az MTA tagja (* 1795)
- 1890 – Kovács Lajos magyar politikus, publicista (* 1812)
- 1912 – Barilovich Lajos magyar pálos rendi szerzetes (*ismeretlen)
- 1917 – Tangl Ferenc fiziológus, állatorvos egyetemi tanár (* 1866)
- 1915 – Alois Alzheimer német ideggyógyász (* 1864)
- 1940 – Kyösti Kallio finn köztársasági elnök (* 1873)
- 1941 – Beretvás István magyar földbirtokos, kormányfőtanácsos, országgyűlési képviselő (* 1892)
- 1953 – Robert Millikan amerikai Nobel-díjas kísérleti fizikus (* 1868)
- 1956 – Oláh Gusztáv Kossuth-díjas operarendező, díszlettervező (* 1901)
- 1973 – Kardos Tibor irodalomtörténész, filológus, az MTA tagja, (* 1908)
- 1985 – Bán György a Magyar Rádió bemondója (* 1918)
- 1992 – Johannes Schauer osztrák színész, filmszínész (* 1918)
- 1993 – Somló Tamás Balázs Béla-díjas magyar filmrendező, operatőr (* 1929)
- 1996 – Marcello Mastroianni Golden Globe-díjas olasz színész (* 1924)
- 2000 – Végh Antal magyar író, szociográfus  (* 1933)
- 2004 – Herbert Charles Brown Nobel-díjas (1979), Priestley-érmes kémikus (* 1912)
- 2004 – Renata Tebaldi olasz opera-énekesnő (* 1922)
- 2004 – Zsolnai Hédi Liszt Ferenc-díjas magyar sanzonénekesnő, színésznő (* 1924)
- 2008 – Sam Tingle (Samuel Tingle), zimbabwe-i autóversenyző (* 1921)
- 2015 – Kurt Masur német karmester, Bambi-díjas (* 1927)
- 2016 – Makay Sándor Gobbi Hilda-díjas és Aase-díjas magyar színész (* 1931)
- 2021 – Szánti Judit magyar énekesnő, gitáros, dalszövegíró (* 1951)

## Nemzeti ünnepek, emléknapok, világnapok
- Anguilla: a kiválás napja.

→Sablonvita:Ünnepek/12-19:
- Boldog V. Orbán avignoni pápa emléknapja a katolikus egyházban (a halála évfordulóján)[2]